# Grabstein des Jakob haBachur

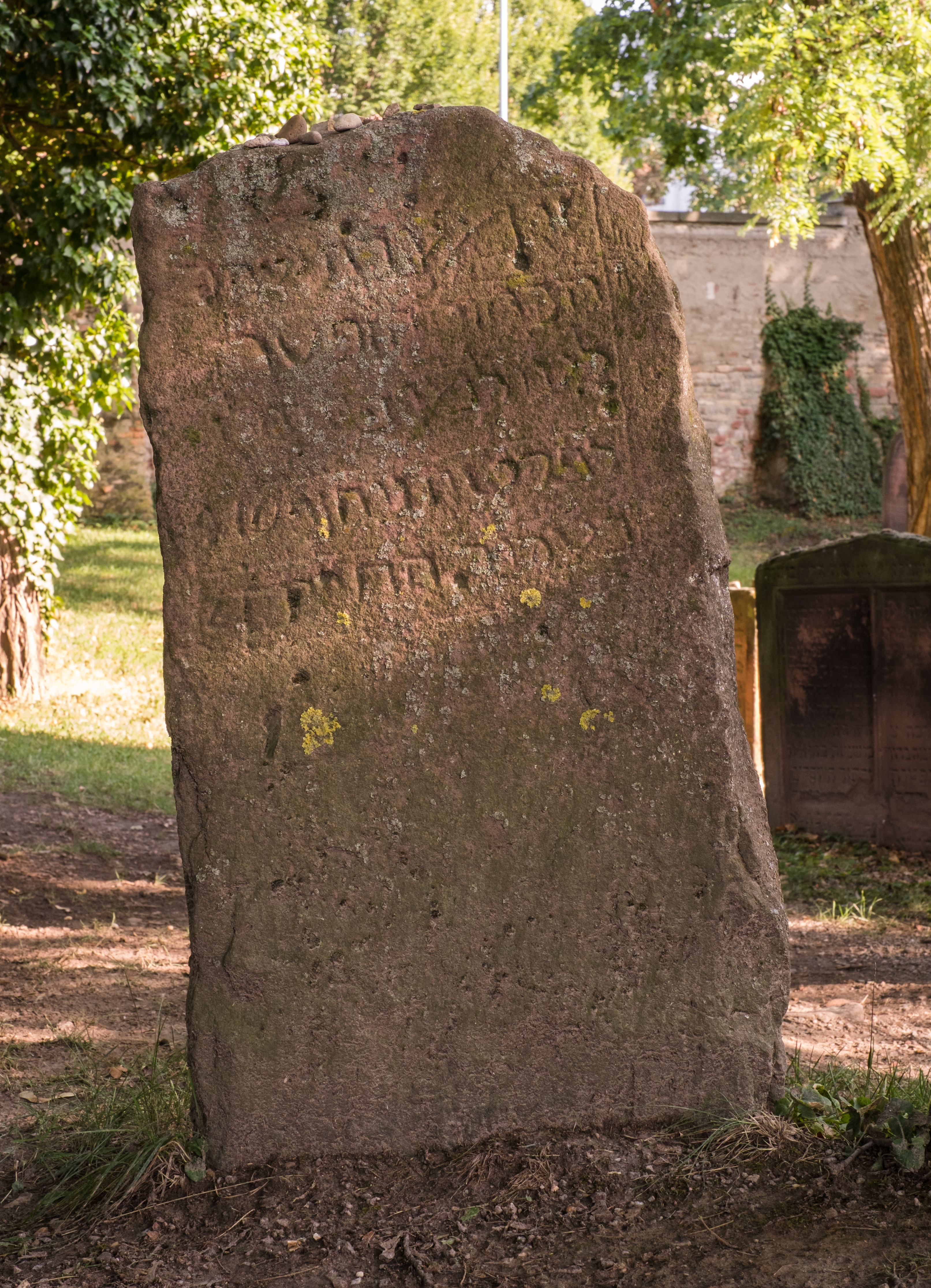
Die Steinchen auf Jakob haBachurs Grabstein wurden von Besuchern dort abgelegt.

Der Grabstein des Jakob haBachur, gest. 1076/1077, befindet sich auf dem Friedhof Heiliger Sand in Worms.

## Bedeutung
Der Stein galt lange als der älteste in situ erhaltene jüdische Grabstein in Europa. Heute wird der daneben stehende Grabstein eines namentlich nicht bekannten Mannes auf das Jahr 1058/59 datiert.

## Beschreibung
Bei dem Grabstein des Jakob haBachur handelt es sich um eine (noch) 90 cm hohe, 50 cm breite und 20 cm tiefe Stele aus Sandstein, die am Fuß eine Auskragung von 30 cm besitzt. Sie steht auf dem Friedhofsgelände am Eingang zum Rabbinertal. Die Form des Steins ist charakteristisch für das 11. und 12. Jahrhundert.
Die fünfzeilige Inschrift ist von geritzten Linien umrahmt:
זו מצבת יעקב

הבחור הנפטר

לעולמו בתתל״ז

לפרט תנוח נפשו

בצרור החיים
Sie lautet in Übersetzung:
Dies ist die Stele von Jaakow,

dem jungen Mann (?), der verschied

in seine Ewigkeit im (Jahr) 837

der Zählung. Es ruhe seine Seele

im Bündel des Lebens.
Das Jahr [4]837 nach jüdischer Zeitrechnung entspricht den Jahren 1076/1077 christlicher Zählung. Jakob haBachur war also ein Zeitgenosse von Rabbi Schlomo Jitzchaki (Raschi), der sich 1060 als Talmudstudent in Worms aufhielt. Deshalb sind auf seinem Grabstein Spuren der Verehrung zu erkennen.
Der Namenszusatz הבחור (haBachur) kann unterschiedlich übersetzt werden:
1. hebräisch: „der junge Mann.“ Es könnte sich um einen ledigen Talmudstudenten handeln (so die traditionelle Auffassung), oder um Jakob „junior“, zur Unterscheidung von einem älteren Jakob.[1]
2. hebräisch: „der edle, vornehme.“ Da zwei weitere Wormser Steine  aus dem 11. Jahrhundert diesen Zusatz tragen, könnte (nach Michael Brocke) Bachur auch ein Familienname sein.[5] (Zu vergleichen wäre der Namensgebrauch bei dem Humanisten und Grammatiker Elija Levita Bachur (1469–1549) aus dem mittelfränkischen Ipsheim.)

Der Schlusssatz תנוח נפשו בצרור החיים ähnelt schon der auf jüdischen Grabsteinen späterer Zeit standardmäßig verwendeten Segensformel: „seine Seele sei eingebunden ins Bündel des Lebens.“ (תהיה נפשו צרורה בצרור החיים). Es handelt sich dabei um ein Zitat aus der Bibel (1 Sam 25,29 ).
Der Grabstein trug nach der alten Inventarisation die Nummer 1050, nach der Nummerierung des Salomon Ludwig Steinheim-Instituts die Nummer 9009.